# Ithytrichia mexicana
Ithytrichia mexicana är en nattsländeart som beskrevs av Harris och Contreras-ramos 1989. Ithytrichia mexicana ingår i släktet Ithytrichia och familjen smånattsländor. Inga underarter finns listade i Catalogue of Life.